# Thomas Eich
Thomas Eich (* 1973) ist ein deutscher Islamwissenschaftler.

## Leben
Von 1993 bis 1999 studierte er Islamkunde, Mittelaltergeschichte und Iranistik in Freiburg im Breisgau und Bamberg. Von 1999 bis 2002 hatte er ein Promotionsstipendium der Volkswagenstiftung an der Ruhr-Universität Bochum. Von 2003 bis 2007 war er wissenschaftlicher Mitarbeiter am Seminar für Orientalistik in Bochum im Projekt „Bioethische Fragen im Kontext des islamischen Rechts“ (2005 bis 2006 wissenschaftlicher Assistent am Seminar für Orientalistik in Bochum). 2007 wurde Eich Akademischer Rat auf Zeit am  Orientalischen Seminar der Universität Tübingen (beurlaubt von 2008 bis 2009 für Gastforscheraufenthalt an der Georgetown University). Am 9. Juni 2010 wurde ihm die Venia legendi für das Fach Islamwissenschaft (kumulatives Habilitationsverfahren) verliehen. Seit 2010 lehrt er als Professor für Islamwissenschaft (W2) im Asien-Afrika-Institut der Universität Hamburg.

## Schriften (Auswahl)
- Abū l-Hudā aṣ-Ṣayyādī. Eine Studie zur Instrumentalisierung sufischer Netzwerke und genealogischer Kontroversen im spätosmanischen Reich (= Islamkundliche Untersuchungen. Band 249). Schwarz, Berlin 2003, ISBN 3-87997-305-9 (zugleich Dissertation, Bochum 2002).
- Islam und Bioethik. Eine kritische Analyse der modernen Diskussion im islamischen Recht (= Heidelberger Centrum für Euro-Asiatische Studien. Aktuelle Debatte. Band 1). Reichert, Wiesbaden 2005, ISBN 3-89500-566-5.
- Moderne Medizin und islamische Ethik. Biowissenschaften in der muslimischen Rechtstradition (= Buchreihe der Georges-Anawati-Stiftung Religion und Gesellschaft. Band 2). Herder, Freiburg im Breisgau/Basel/Wien 2008, ISBN 3-451-29739-6.
- Patterns in the history of the commentation on the so-called ḥadīth Ibn Masʿūd. Journal of Arabic and Islamic Studies, 18 (2019), 137–162. doi:10.5617/jais.6713